# Eunice torquata
Eunice torquata är en ringmaskart som beskrevs av Jean Louis Armand de Quatrefages de Bréau 1866. Eunice torquata ingår i släktet Eunice och familjen Eunicidae. Arten har ej påträffats i Sverige. Inga underarter finns listade i Catalogue of Life.